# Mami Sakato
Mami Sakato (jap. 坂戸 真美, Sakato Mami; geboren in der 2. Hälfte des 20. Jahrhunderts in Japan) ist eine japanische Kirchenmusikerin und Konzertorganistin, die international tätig ist.

## Leben und Wirken

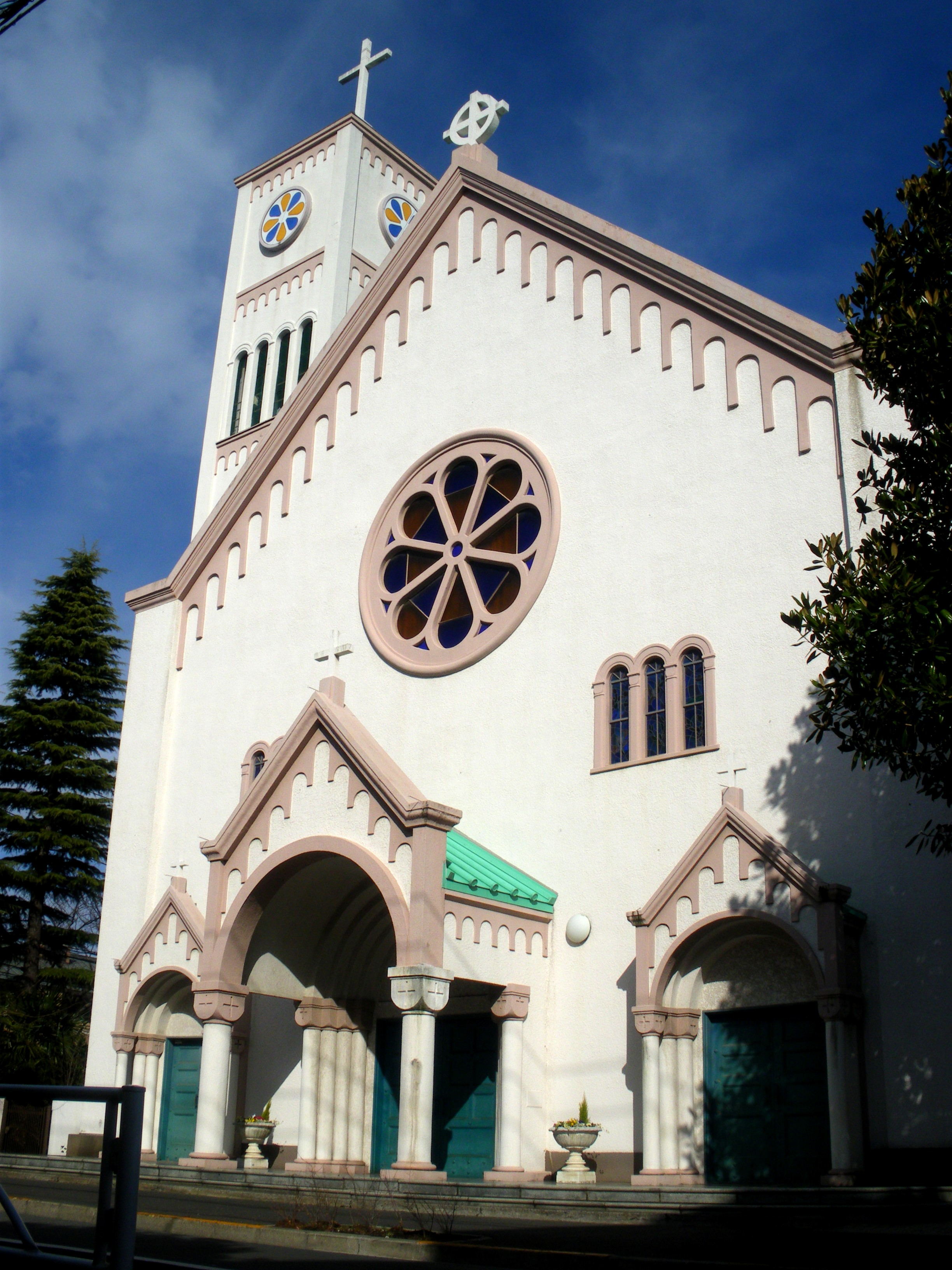
Die katholische Himonya-Kirche
in Tokio, an der Mami Sakato als Titularorganistin tätig ist

Sakato studierte zunächst bei Henriette Puig-Roget an der privaten Musikakademie Musashino Academia Musicae in Tokio. Sie setzte ihre Ausbildung dann in Deutschland an der Hochschule für Musik Saar in Saarbrücken bei Daniel Roth und in Frankreich am Conservatoire de Paris fort.
Danach war sie bis 1992 Schülerin von Olivier Latry am Conservatoire National de Région de Saint-Maur-des-Fossés in Saint-Maur-des-Fossés. Schließlich studierte sie von 1996 bis 1997 Cembalo bei Michael Eberth an der Hochschule für Musik und Theater in München.
Sakato ist Titularorganistin an der katholischen Himonya-Kirche in Tokio und Organistin an der dortigen privaten Aoyama-Gakuin-Universität. Neben ihrer Tätigkeit als Kirchenmusikerin konzertiert sie regelmäßig in Japan und Europa, dort insbesondere Frankreich, Spanien und Deutschland. Zu ihrem Repertoire gehören u. a. Werke bekannter französischer Komponisten wie Camille Saint-Saëns, Maurice Duruflé und Charles-Marie Widor. Ihre erste Audio-CD, die 2010 erschien und der Orgelmusik des frühen 20. Jahrhunderts gewidmet ist, erhielt hervorragende Kritiken; eine zweite CD folgte im Jahr 2014.
Mami Sakato ist Mitglied der Japan Organ Society.

## Musikalische Erfolge
Am Conservatoire in Paris erhielt Sakato 1990 den ersten Preis für Orgel, den Premier Prix d' Orgue. In den Jahren 1990 und 1991 gehörte sie jeweils zu den Finalisten des Internationalen Orgelwettbewerbs von Bordeaux. 1992 erhielt sie die Goldmedaille in der Orgelklasse von Olivier Latry und errang den zweiten Preis beim César-Franck-Wettbewerb für Orgel im niederländischen Haarlem.

## Veröffentlichungen (Auswahl)
- 2010 Futatsu No Inori, Audio-CD
- 2014 Le Dialogue des Vents-Musiquea, Audio-CD
- Choral-Improvisation Sur Le Victimae Paschali, MP3-Stück
- Deux Prieres Pour Grand Orgue: Priere Pour Un Jour De Joie, MP3-Stück
- Deploracion Para La Semana Santa - Meditation Dans Le Gout Espagnol, MP3-Stück
- Choral No.1 En Mi Majeur, MP3-Stück